# إد كاشمان
إد كاشمان (بالإنجليزية: Ed Cushman)‏ هو لاعب كرة قاعدة أمريكي، ولد في 27 مارس 1852 في Eagleville, Ashtabula County, Ohio ‏ في الولايات المتحدة، وتوفي في 26 سبتمبر 1915 في إيري في الولايات المتحدة.

## وصلات خارجية
- إد كاشمان على موقع دوري كرة القاعدة الرئيسي (الإنجليزية)
- إد كاشمان على موقعبيزبول رفرنس.كوم (الدوري الرئيسي) (الإنجليزية)
- إد كاشمان على موقعبيزبول رفرنس.كوم (الدوري الثانوي) (الإنجليزية)
- إد كاشمان على موقع إي إس بي إن.كوم (أم.أل.بي) (الإنجليزية)
- إد كاشمان على موقع مشجعي الرسوم البيانية (الإنجليزية)